# Liste der deutschen Botschafter in Liberia
Die Liste der deutschen Botschafter in Liberia enthält die Botschafter der Bundesrepublik Deutschland in Liberia. Sitz der Botschaft ist in Monrovia.
| Name                 | Amtszeit  |
| -------------------- | --------- |
| Hans Röhrecke        | 1953–1955 |
| Richard Bottler      | 1955–1959 |
| Alfred Ries          | 1959–1963 |
| Norbert Hebich       | 1963–1967 |
| Wolfgang Eger        | 1967–1970 |
| Oskar Maria Neubert  | 1970–1974 |
| Karl-Heinz Rouette   | 1974–1978 |
| Thomas Trömel        | 1978–1981 |
| Hans Helmut Freundt  | 1981–1986 |
| Christian Nakonz     | 1986–1988 |
| Jürgen Gehl          | 1988–1991 |
| Thomas Freudenhammer | 2005–2007 |
| Ilse Lindemann-Macha | 2007–2010 |
| Bodo Schaff          | 2010–2013 |
| Ralph Timmermann     | 2013–2016 |
| Hubert Jäger         | 2016–2021 |
| Jakob Haselhuber     | seit 2021 |